# Berlin-Brandenburger Centrum für Regenerative Therapien
Das Berlin-Brandenburger Centrum für Regenerative Therapien (BCRT) ist ein wissenschaftliches Forschungszentrum der Charité - Universitätsmedizin Berlin und des Helmholtz-Zentrums Geesthacht GmbH. Es wurde 2006 gegründet und wird vom Bundesministerium für Bildung und Forschung (BMBF), den Ländern Berlin und Brandenburg sowie den beiden Partnern finanziert. Das BCRT ist Gründungsmitglied der nationalen Initiative für Regenerative Medizin (Regenerative Medicine Initiative Germany, RMIG) sowie der Regenerative Medizin Initiative Berlin-Brandenburg (RMIB).
Das BCRT ist ein interdisziplinäres Translationszentrum, an dem zur körpereigenen Heilung geforscht wird. Darauf basierend werden neuartige Therapien und Diagnostika entwickelt. Kliniker, Forscher und Ingenieure arbeiten Hand in Hand an der Medizin der Zukunft: Einer patientengerechte Medizin, bei der die Erkrankung frühzeitig erkannt wird, um die individuellen Heilungspotentiale des Patienten optimal zu nutzen.

## Forschung
Am BCRT forschen Wissenschaftler in den vier klinischen Bereichen
- Bewegungsapparat
- Herz-Kreislauf-System
- Immunsystem
- Gewebehomöostase und Kachexie[3]

sowie den drei Querschnitts-Technologieplattformen
- Polymerbasierte Biomaterialien
- In situ Tissue Engineering
- Molekulare Analyse und Engineering.[4]

Daran arbeiten die Wissenschaftler am BCRT:
- Entwicklung von Methoden und Werkzeugen für Regenerative Therapien auf der Basis von Immun- und Stammzellen, Biomaterialien, biologisch aktiven Faktoren und Kombinationen daraus
- Entwicklung von Biomarkern zum optimalen Einsatz dieser neuen, regenerativen Therapien mit dem Ziel, die Therapie passend zum Bedarf des Patienten und zum jeweils optimalen Zeitpunkt auszuwählen
- Umsetzung der Forschungsergebnisse in präklinische und klinische  Studien zur Entwicklung regenerativer Therapien
- Gezielte Ausbildung einer neuen Generation von Wissenschaftlern, qualifizierte Ärzten, Naturwissenschaftlern und Ingenieuren, die im Feld der Regenerativen Therapien sowohl Grundlagen- als auch angewandte Forschung betreiben (vgl. BSRT)
- Förderung von Partnerschaften mit Krankenkassen, regulierenden Behörden, Experten der Gesundheitsökonomie sowie mit Vertretern und Partnern aus der Biotech- und Pharmaindustrie
- Einbindung in regionale, nationale und internationale wissenschaftliche und organisatorische Netzwerke
- Kommunikation der Ziele und Ergebnisse des BCRT mit der wissenschaftlichen, politischen und allgemeinen Öffentlichkeit

## Infrastruktur
Das BCRT wird von einem Direktoren-Trio geleitet: Hans-Dieter Volk (Direktor), Georg Duda (Stellvertretender Direktor) und Andreas Lendlein (stellvertretender Direktor). Die Direktoren repräsentieren das Centrum nach innen und außen und leiten die wissenschaftliche und administrative Arbeit.
Das Steuerungskomitee berät über alle wissenschaftlichen, technischen und organisatorischen Fragen. Es plant u. a. neue Forschungsprogramme und schreibt Professuren am BCRT aus. Darüber hinaus entwickelt das Steuerungskomitee Evaluationskonzepte, um den Erfolg der wissenschaftlichen Arbeit am BCRT zu überprüfen.
Der wissenschaftlich-technische Beirat berät das Direktorium in wissenschaftlichen Fragen. Der Beirat setzt sich aus externen Persönlichkeiten aus Wissenschaft und Wirtschaft zusammen. Zum Beirat gehören mindestens drei und höchstens elf Mitglieder, die vom Direktorium, den BCRT-Forschungsgruppen und den BCRT-Partnern ernannt werden.